# Morkovice-Slížany
Morkovice-Slížany är en stad i Tjeckien.   Den ligger i regionen Zlín, i den östra delen av landet, 220 km öster om huvudstaden Prag. Morkovice-Slížany ligger 300 meter över havet och antalet invånare är 2 874.
Terrängen runt Morkovice-Slížany är platt åt nordost, men åt sydväst är den kuperad.Runt Morkovice-Slížany är det ganska glesbefolkat, med 23 invånare per kvadratkilometer. Närmaste större samhälle är Kroměříž, 14,3 km öster om Morkovice-Slížany. Trakten runt Morkovice-Slížany består till största delen av jordbruksmark.